# Do or Die (seriado)
Do or Die (bra O Sinete de Satanás) é um seriado estadunidense de 1921, gênero ação, dirigido por J. P. McGowan, em 18 capítulos, estrelado por Eddie Polo e Magda Lane. Foi produzido e distribuído pela Universal Film Manufacturing Co., e veiculou nos cinemas estadunidenses entre 30 de maio e 26 de setembro de 1921.
Este seriado é considerado perdido.

## Elenco
- Eddie Polo - Jack Merton
- Magda Lane – Mulher Misteriosa
- Inez McDonald - Dolores Nunez
- J. P. McGowan - Capitão Alvarez/ Satã
- Jay Marchant - Mendez
- Jean Perkins - Rafael

## Capítulos
1. The Buccaneer's Bride
2. The Hornet's Nest
3. The Secret of the Sea
4. The Hidden Danger
5. The Bandit's Victim
6. The Escape
7. In Hiding
8. The Trap
9. Under Sentence
10. The Secret Cavern
11. Satan's Twin
12. The Lost Ring
13. The Cipher Key
14. The Midnight Attack
15. The Race for Life
16. The Crystal Lake
17. A Fight to the Finish
18. Hidden Treasure